# O Silmarillion
O Silmarillion (The Silmarillion, no original) é uma coletânea de obras literárias de mito-poesias de J. R. R. Tolkien. Foi editada e publicada postumamente em 1977 por seu filho Christopher Tolkien com a ajuda de Guy Gavriel Kay, que, mais tarde, tornou-se um notável escritor de fantasia. O Silmarillion, juntamente com outras obras de Tolkien, forma uma extensa, embora incompleta, narrativa que descreve o universo de Eä, onde se encontram as terras de Valinor, Beleriand, Númenor e da Terra Média, onde se passam O Hobbit e O Senhor dos Anéis.
Depois do sucesso de O Hobbit, e antes da publicação de O Senhor dos Anéis, a editora de Tolkien solicitou uma continuação de O Hobbit. Tolkien enviou um rascunho de O Silmarillion, mas, por conta de um mal-entendido, o editor rejeitou o projeto sem lê-lo na íntegra. Como resultado, Tolkien começou a trabalhar em "Uma jornada inesperada", o primeiro capítulo do que ele descreveu na época como "uma nova história sobre hobbits", que se tornou O Senhor dos Anéis.
O Silmarillion compreende cinco partes: a primeira, Ainulindalë, fala da criação de Eä, o "mundo que é"; a segunda, Valaquenta, dá uma descrição dos Valar e Maiar, os poderes sobrenaturais de Eä; a terceira, Quenta Silmarillion, que forma a maior parte da coleção, narra a história dos eventos antes e durante a Primeira Era, incluindo as guerras pelas Silmarils que deu título ao livro; a quarta, Akallabêth, relata a história da Queda de Númenor e seu povo, que tem lugar na Segunda Era; e a quinta, Dos Anéis de Poder e da Terceira Era, é um breve relato das circunstâncias que levaram e foram apresentadas em O Senhor dos Anéis. As cinco partes eram, inicialmente, trabalhos separados, mas era desejo expresso de Tolkien que fossem publicados conjuntamente. Dada sua morte antes de terminar a revisão das várias lendas, seu filho Christopher reuniu materiais a partir dos escritos mais antigos de seu pai para preencher o livro. Em alguns casos, isso significou que ele tinha de elaborar material completamente novo, a fim de resolver as lacunas e inconsistências na narrativa.

## Visão geral
A série History of Middle-earth forma doze volumes num raio-x do processo que levou ao Senhor dos Anéis e ao Silmarillion através do olhar inicial de J.R.R. Tolkien e de comentários de seu filho Christopher.
O Silmarillion, como outros trabalhos de Tolkien sobre a Terra-Média, toma lugar em algum espaço de tempo na história da Terra (Arda). O Silmarillion era para ser uma tradução do terceiro volume dos livros de Bilbo, "Traduções do Élfico", o qual ele escreveu em Valfenda/Rivendell/Imladris.
Dentre os mais notáveis capítulos, estão:
- "A Música dos Ainur (Ainulindalë)";
- "De Beren e Lúthien";
- "De Túrin Turambar" (descrito também nos livros Contos Inacabados e Os Filhos de Húrin);
- "De Tuor e da queda de Gondolin";
- "De Eärendil e da Guerra da Ira".

## Estrutura
"O Silmarillion" compreende cinco partes:
- Ainulindalë (A Música dos Ainur)

Fala da criação de Eä, o Mundo.
- Valaquenta (O Relato dos Valar)

Descreve os Valar e os Maiar, os poderosos que moldaram o mundo.
- Quenta Silmarillion (A História das Silmarils)

Relata a história do que aconteceu antes e durante a Primeira Era, formando a maior e principal parte do livro.
Divide-se em 24 capítulos:
| - 01 - Do Início dos Tempos - 02 - De Aulë e Yavanna - 03 - Da Chegada dos Elfos e do Cativeiro de Melkor - 04 - De Thingol e Melian - 05 - De Eldamar e dos Príncipes dos Eldalië - 06 - De Fëanor e da Libertação de Melkor - 07 - Das Silmarils e da Inquietação dos Noldor - 08 - Do Ocaso de Valinor - 09 - Da Fuga dos Noldor - 10 - Dos Sindar - 11 - Do Sol, da Lua e da Ocultação de Valinor - 12 - Dos Homens | - 13 - Da Volta dos Noldor - 14 - De Beleriand e Seus Reinos - 15 - Dos Noldor em Beleriand - 16 - De Maeglin - 17 - Da Chegada dos Homens ao Oeste - 18 - Da Ruína de Beleriand e da Queda de Fingolfin - 19 - De Beren e Lúthien - 20 - Da Quinta Batalha: Nirnaeth Arnoediad - 21 - De Túrin Turambar - 22 - Da Destruição de Doriath - 23 - De Tuor e da Queda de Gondolin - 24 - Da Viagem de Eärendil e da Guerra da Ira |

- Akallabêth (A Queda)

Fala da ilha de Númenor e sua Queda na Segunda Era, quando os Valar pediram a ajuda de Ilúvatar que modificou a forma de Arda.
- Dos Anéis do Poder e da Terceira Era

Um breve relato dos principais acontecimentos desde a criação dos Anéis do Poder ao fim da Terceira Era.

## Evolução do texto
Os primeiros esboços do Silmarillion datam do início de 1925, quando Tolkien escreveu um "Esboço da Mitologia". No entanto, o conceito dos personagens, temas e histórias específicas foram desenvolvidos em 1917, quando Tolkien, então um oficial britânico que havia retornado da França após a Primeira Guerra Mundial, estava numa cama sofrendo da Febre das Trincheiras.
Àquela época, ele chamou sua coleção de histórias de The Book of Lost Tales.
Muitos anos depois da guerra, encorajado pelo sucesso de O hobbit, Tolkien enviou uma versão incompleta porém mais desenvolvida de "O Silmarillion" para seu editor, George Allen & Unwin, mas ele rejeitou o trabalho por ser muito obscuro e "demasiadamente celta". Ele, então, pediu a Tolkien que, ao invés desse, fizesse uma continuação para "O Hobbit", ideia que se transformaria na mais famosa, mas não mais importante, obra dele: O Senhor dos Anéis.
No fim dos anos 1950, ele começou novamente a trabalhar no Silmarillion, mas muito de seu trabalho era relacionado a assuntos teológicos e filosóficos mais do que com a narrativa. Durante esse tempo, ele escreveu muito sobre estes tópicos, como o surgimento do mal em Arda, a origem dos Orcs, o costume dos Elfos e sua imortalidade, o Mundo Plano e a história do Sol e da Lua (veja Duas Árvores de Valinor). 
Por esses tempos, sérias dúvidas o acometeram sobre alguns aspectos fundamentais do trabalho e ele voltou às versões mais antigas das histórias. Parece que ele sentiu que devia solucionar esses problemas antes de publicar a versão final.
Depois da morte de Tolkien, em 1973, Christopher Tolkien compilou a narrativa de "O Silmarillion". Suas intenções parecem ter sido a de manter-se consistente, principalmente, com O Senhor dos Anéis. Às vezes, ele chegou a ter de criar alguma coisa, devido à escassez de anotações de seu pai. Vale observar que Tolkien, muitas vezes, escrevia o livro às pressas, até mesmo com anotações a lápis e, não raramente, ilegíveis. O livro foi, então, publicado no ano de 1977.

## Publicação
A primeira edição foi lançada em capa dura pela Allen & Unwin em 1977. HarperCollins publicou uma edição de bolso em 1999 e uma edição ilustrada com pratos coloridos por Ted Nasmith em 2008.
Vendeu mais de um milhão de cópias, um número muito menor do que "O Hobbit" e "O Senhor dos Anéis", que venderam mais de 100 milhões de cópias cada. Suas vendas foram suficientes para colocá-lo no topo das listas de outubro de 1977. Desde então, foi traduzido para pelo menos 40 idiomas.

## Recepção crítica
Na época do lançamento, avaliações de O Silmarillion foram geralmente negativas. O Silmarillion foi criticado por ser muito sério, sem os momentos mais leves encontrados em O Senhor dos Anéis e especialmente O Hobbit. TIME lamentou que "não há uma jornada unificada e, acima de tudo, nenhum grupo de companheiros para o leitor se identificar". Outras críticas incluíam linguagem arcaica difícil de ler e muitos nomes difíceis de se lembrar.
Apesar destas deficiências, alguns revisores elogiaram o alcance da criação de Tolkien. The New York Times Book Review reconheceu que "o que é finalmente mais comovente é ... o heroísmo da tentativa excêntrica de Tolkien". TIME descreveu O Silmarillion como "majestoso, uma obra realizada por tanto tempo e tão poderosamente na imaginação do escritor que domina o leitor". O The Horn Book Magazine ainda elogiou o "notável conjunto de lendas concebidas com poder imaginativo e contados na bela língua". John Calvin Batchelor, revendo o livro para o The Village Voice, elogiou o livro como uma "obra-prima difícil, mas incontestável da fantasia" e elogiou o caráter de Melkor, descrevendo-o como "um cara mau impressionante", cuja "principal arma contra a bondade é a sua capacidade de corromper os homens, oferecendo-lhes armadilhas para a sua vaidade".

## Crítica

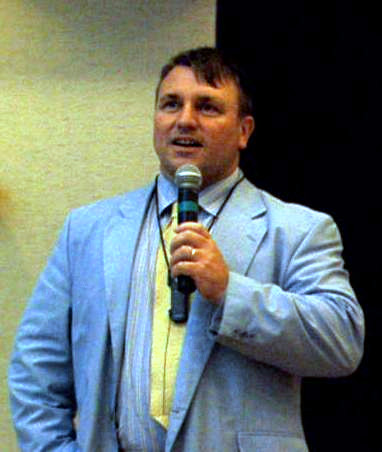
O escritor britânico Joseph Pearce elogiou «Ainulindalë» dizendo que era o mito «mais bonito de todo o mundo de Tolkien».

Enquanto os críticos geralmente se centraram no romance como um todo, as observações recebidas exclusivamente por "Ainulindalë" foram bastante positivas. O Escritor britânico Joseph Pearce descreve a história em seu livro Tolkien: Homem e Mito como "a parte mais importante de The Silmarillion" e acrescenta que "este mito de a criação é, talvez, o mais importante e o mais bonito do mundo de Tolkien". Por sua vez, Brian Rosebury comenta em seu livro Tolkien: A Critical Assessment que lhe parece um grande trabalho, com uma «prosa adequadamente bíblica e ao mesmo tempo distinta de Tolkien».
Vários jesuítas comentaram sobre a história de Ainulindalë, incluindo o padre James V. Schall, que disse: "Eu nunca li nada tão bonito como na primeira página de O Silmarillion", ou padre Robert Murray, amigo de Tolkien, que comentou: "em toda a literatura, desde a formação dos livros sagrados da humanidade, é improvável que haja um mito de criação comparável, por sua beleza e poder imaginativo".

## Influências da obra no mundo da música
A banda alemã de power metal Blind Guardian se baseou na história de O Silmarillion para escrever o álbum Nightfall in Middle-Earth. A banda britânica de neo-prog Marillion embasou-se nesse trabalho para criar o nome do grupo, assim como a banda de death metal sueca Amon Amarth, que significa "Montanha da Perdição" em Sindarin. A banda de rock'n'roll Led Zeppelin também possui, em suas letras, algumas passagens dos livros de Tolkien, como nas canções "Ramble On", "Misty Mountain Hop" e "The Battle of Evermore".